# Хара, Хироси
Хироси Хара (яп. 原 広司, англ. Hiroshi Hara; 5 января 1911, Токио — 24 сентября 1986) — японский ботаник.

## Биография
Хироси Хара родился в Токио 5 января 1911 года.
Изучал ботанику в Токийском университете. С 1957 года — профессор Токийского университета. Автор ряда научных работ.
Хироси Хара умер 24 сентября 1986 года.

## Научная деятельность
Хироси Хара специализировался на папоротниковидных, Мохообразных и семенных растениях. Он описал более 500 видов растений.

## Публикации
- Enumeratio spermatophytarum Japonicarum. Hara, Hiroshi. — Königstein-Ts. : Koeltz, 1972, [Nachdr. d. Ausg.] Tokyo, Iwanami Shoten, 1948—1954[2].
- Critical notes on some type specimens of East-Asiatic plants in foreign herbaria // J. Jap. Bot., 1955, 30(7): 193–198
- Critical notes on some type specimens of East-Asiatic plants in foreign herbaria	J. Jap. Bot., 1955, 30(9): 271–278
- Hara, H. & S. Gould. Rubiaceae Enum. Flowering Plants Nepal, 1979, 2: 199–209[3]